# Tape art
Tape art er kunst udført med selvklæbende tape af forskellig slags som fx duct tape, gaffatape, malertape eller indpakningstape. Med tapen skabes værkets strukturer, farver og former, og der kan desuden indgå plastfolier, som man kender det fra skilte- og bildekoration.
Kunstformen opstod omkring 2008 i Berlin med udspring i urban arts som graffiti og stencils.
I modsætning til graffiti er tape art som oftest udført med tilladelse, da opsætningen er en kompliceret og tidskrævende proces.
Kunstværkerne kan udføres på vægge, gulve og vinduer. På glas og plast kan transparente materialer benyttes, og indendørs kan tape fastgjort mellem væg og gulv formes til tredimensionelle skulpturer.
| - Tape art - "Exit to..." − Brunt indpakningstape på lyskasse. 2017: Portræt af den første kosmonaut Yuri Gagarin udført af den Berlin-baserede kunstner Slava Ostap. - Impala-antiloper udført af gruppen 'Tape Over' med duct-tape og malertape. - Abstrakt bølge af udført af gruppen 'Tape Over'. Berlin. - Portable Tornado, tredimensionel installation udført af Slava Ostap. Berlin, 2014. - Tape art af Pauline Fillioux. - Tape art med indpakningstape af Slava Ostap. - "Striber i Berlin". - 'Euridice Lost' af kunstneren Buff Diss udført med hvidt stoftape. - Værket "Hænderne" udført med brunt selvklæbende pakketape af det berlinske kunstnerkollektiv Selfmadecrew til "The Haus"-projektet i Berlin. |